# Sur le seuil (roman)
Sur le seuil est un roman fantastique de Patrick Senécal, publié par Alire en 1998. Les principaux thèmes du livre sont le satanisme et l'aliénation mentale.
Thomas Roy, l'écrivain le plus adulé du Québec a été retrouvé seul dans son appartement, horriblement mutilé - les dix doigts de ses mains ont tous été sectionnés et il est découvert à moitié défenestré par la police. L'auteur est hors de danger mais est devenu catatonique à l'hôpital. Il est un habitué des talk-shows et la parution de ses romans à succès était toujours un événement médiatique majeur. Afin de le sortir de son état catatonique et de découvrir ce qui a poussé Roy à passer à l'acte, les policiers mènent leur enquête

## Résumé
Au début du roman, un policier de Montréal abat sans raison un groupe d'enfants provenant du même camp de jour, faisant onze petites victimes. Le principal suspect est arrêté.
Thomas Roy, le plus célèbre des romanciers d'horreur québécois est hospitalisé après avoir tenté de se suicider à Montréal. Il aurait sectionné ses doigts avec un massicot. La psychiatre Jeanne Marcoux visite le domicile de Roy (qui est perquisitionné par la police) sans l'accord de son superviseur Paul Lacasse. Ce dernier se chargera du dossier de l'écrivain.
Paul tente de sortir Roy de sa catatonie durant plusieurs jours, mais rien n'y fait pour y retrouver sa conscience.
Charles Monette, un journaliste notoire d'un magazine culturel rencontre le psychiatre pour lui offrir de l'aide à élucider le mystère entourant Thomas Roy et la vague de drames humains, il fournit à Paul un document contenant plusieurs articles de journaux sur lequel Roy s'est inspiré à écrire ses romans. Patrick Michaud, l'agent et ami proche de Thomas fait comprendre au docteur Lacasse que Roy écrivait ces récits peu de temps avant les terribles évènements qui se sont déroulés dans ses romans.
Après une série de tentatives de réveiller Roy de son inconscience, ce dernier se reprend, mais lentement pour parler à Lacasse. Il se rappelle un personnage à l'origine des malheurs qu'il a subis : un prêtre chauve, c'est tout ce que Thomas a pu fournir au médecin.
Un incident se déroule dans l'hôpital où Simone Chagnon, faisant partie des patients de l'aile psychiatrique attaque soudainement Thomas Roy, le docteur Lacasse s'interpose et Mme Chagnon s'en prend à lui pour ensuite s'auto-mutiler avec un couteau avant d'être maîtrisée par des infirmières. Ceci lui refait penser à sa dernière bataille avec Jocelyn Boisvert, un meurtrier qui s'est lui-même crevé les yeux devant lui en faisant allusion au mal.
Paul apprend qu'un prêtre passait à l'hôpital pour voir Thomas. Il tente de le rejoindre à pas de course avant de subir une crise cardiaque sur le bord de la rue. Le prêtre (qui ne correspond pas à la description fournie par le patient) s'est approché du médecin souffrant pour lui suggérer de ne pas laisser sortir Thomas Roy de l'hôpital. Paul fut transporté aux urgences et reçoit vite son congé.
Refusant à plusieurs reprises de rencontrer le docteur Lacasse, Claudette Roy, la sœur adoptive de Thomas est obligée d'accepter contre son gré de rencontrer le médecin, elle raconte tout sur Thomas de son enfance à l'âge adulte. Elle a remarqué depuis la mort de leurs parents que le comportement de son frère devient de plus en plus étrange alors qu'il a commencé à écrire des textes morbides qui font glacer le sang. Mme Roy ajouta qu'elle reçoit la visite d'un prêtre du village voisin de Mont-Mathieu, le curé Roland Boudrault, voulant voir Thomas (qui est âgé de dix-sept ans) concernant une nouvelle que ce dernier avait écrit dans un journal régional au sujet d'une secte maudite qui se pratiquait dans une église. À la suite de sa rencontre houleuse avec Thomas, le curé se tua dans un violent accident de voiture tout près de chez-eux. Elle ajouta que son Thomas, malgré les recommandations directes du curé Boudrault (de ne plus écrire), il fait publier une autre nouvelle (sur l'accident dont il est témoin) dans une revue populaire avant de devenir célèbre. Mme Roy conclut son témoignage qu'elle ne veut plus jamais reprendre contact avec son frère depuis qu'il est devenu majeur, ne cachant pas sa peur sur celui-ci.   
Après de longues recherche, Monette a trouvé l'identité du prêtre chauve : il s'agit d'Henri Pivot du village de Mont-Mathieu, situé à quelques heures de route de Montréal, non loin de Québec. Paul apprend aussi que le prêtre qu'il a rencontré durant son malaise à Montréal est André Lemay, l'actuel curé de Mont-Mathieu.
Arrivé à Mont-Mathieu, Lacasse rend visite au curé Lemay. L'homme de foi refuse catégoriquement de collaborer au médecin. Senti piégé par Lacasse, Lemay finira par accepter de tout parler au psychiatre sur les origines de Roy. Il raconte à Lacasse du passé de son ancien confrère le père Pivot qui était à l'époque vicaire, et qui a de la foi en lui, mais à la suite d'une tragédie impliquant sa famille, Pivot a beaucoup changé : il ne croit plus au bien à cause des malheurs reçus, il devient gourou d'une secte pour invoquer le mal. Lemay et le curé de l'époque, le père Boudrault ont surpris Pivot à pratiquer un rituel satanique à l'intérieur de l'église. À la suite des blasphèmes de Pivot, Boudrault le bannit de la paroisse. Des semaines plus tard, Pivot et ses disciples reviennent incognito à Mont-Mathieu pour finir leur quête rituelle dans laquelle ils s'entretues dans l'église au beau milieu de la nuit, incluant un sacrifice dans laquelle une femme enceinte fut éventrée par l'ex-vicaire pour extraire le bébé prématurément avant de l'embrasser par la bouche de l'enfant en guise de bénédiction. Pivot mourut de ses blessures par la suite. Lemay et Boudrault sont les seuls témoins du massacre, ils ont conclu un pacte de silence et effacèrent toutes les traces du charnier dans l'église avant d'envoyer le bébé à l'orphelinat pour mettre complètement le dossier à clos. Le père Lemay conclut son récit que l'enfant de la secte maudite est nul-autre que Thomas Roy, il possède le don de réaliser des tragédies par ses prédictions de connaître l'avenir par écrit sous les recommandations du regretté père Pivot dans ses pensées.
Sur la route pour retourner à Montréal, au milieu de la nuit, Lacasse s'endort au volant et reçoit un rêve que fait souvent Thomas, l'hôpital où le médecin travaille sera le théâtre d'un nouveau massacre qui pourrait être similaire à celui qui s'est déroulé à Mont-Mathieu quarante ans plus tôt. Paul fait un accident en se réveillant. Sa voiture démolie, il doit effectuer le reste du trajet en taxi jusqu'à son arrivée à Montréal. Malgré les recommandations de son supérieur de ne pas se rendre à l’hôpital, Jeanne s'est déjà rendue à l'aile psychiatrique pour neutraliser le chaos causé par les patients et les infirmiers de l'hôpital.
De retour à l'hôpital, Lacasse assiste impuissant au pire massacre jamais vu : tout comme ce qui s'est passé à Mont-Mathieu il y a quarante ans (anniversaire de Thomas Roy, qui a maintenant quarante ans), des gens qui s'automutilent jusqu'à leur mort. Thomas Roy s'apprête à imiter comme fait le père Pivot en faisant éventrer Jeanne pour sortir le fœtus. Malgré les efforts du psychiatre de convaincre Roy de cesser son vent de folie, les policiers interviennent et tirent sur l'écrivain au moment où il embrassa le bébé. Jeanne et Roy sont tous les deux morts, seuls Paul et l'enfant de Jeanne sont les survivants.
- Épilogue

Lacasse est toujours démoli à la suite du massacre de l'hôpital où il travaillait, il fait sermon de surveiller étroitement Antoine, l'enfant de Jeanne pour le restant de ses jours. Michaud, l'agent de Roy décide de poursuivre au civil le médecin pour la mort de son client et ami. Monette a publié un livre biographique sur Thomas Roy, qui devient un best-seller.